# Surinaamse Luchtmacht
De Luchtmacht (LUMA) is een onderdeel van het Nationaal Leger van Suriname. De toestellen van de luchtmacht zijn verantwoordelijk voor de uitvoering van grenspatrouilles, transport van nutsvoorzieningen en opsporings- en reddingsmissies vanuit de hoofdbasis Zorg en Hoop Airport. Vliegtuigen worden af en toe overgebracht naar andere luchtmachtbases in het land, waaronder J.A. Pengel International Airport, Majoor Henk Fernandes Airport, Albina Airstrip en Moengo Airstrip. De commandant van de Luchtmacht staat aan het hoofd ervan.

## Geschiedenis

### Oprichting
Na de onafhankelijkheid in 1975 werden de Surinaamse Strijdkrachten opgericht. Na de staatsgreep op 25 februari 1980 kwam het Nationaal Leger hiervoor in de plaats. In 1982 werd de Surinaamse Luchtmacht gevormd als een divisie van het Surinaams Nationale Leger. De eerste commandant was luitenant Eddie Alenso Savalie Djoe, die de leiding had van 1983 tot 1989. 
Het eerste militaire toestel was een helikopter van het type Hughes 500 Model 369D met de eenvoudige registratie SAF-100 (Suriname Air Force one-hundred). Dit toestel maakte op 31 maart 1982 tijdens een missie in het binnenland een onfortuinlijke crash, waarbij alle vier de inzittenden inclusief piloot omkwamen. Nog hetzelfde jaar werden vier Defenders van Britten-Norman aangeschaft. Deze vlogen met de registratienummers SAF-001, SAF-002, SAF-003 en SAF-004. Achtereenvolgens werd de vloot uitgebreid met een Cessna 172 Skyhawk (SAF-007), een Cessna 206 Turbo Stationair-6 (SAF-200) en een Cessna 303 Crusader (SAF-008). Al het vliegend materiaal werd ingezet voor transport, lichte observatie, grensbewaking en reddingsmissies. In 1983 werd de luchtmachtpiloot Eddie Djoe, toen luitenant, benoemd tot bevelhebber van de Surinaamse luchtmacht. In 1989, inmiddels bevorderd tot majoor, kwam hij om bij de SLM-ramp.

### Bewapende vluchten tegen het Junglecommando
De binnenlandse guerrillastrijd van het junglecommando onder leiding van Ronnie Brunswijk leidde ertoe dat de Surinaamse overheid de luchtmacht versterkte met drie toestellen van het type Pilatus PC-7 (SAF-111, SAF-112 & SAF-113), in 1985 besteld voor trainings- & COIN (Counter-Insurgency)-missies en twee helikopters van het type Aérospatiale Alouette III SA316B (SAF-400 & SAF-500) in 1986. Een van de (bewapende) Alouettes crashte en na enkele jaren werden twee geleverde PC-7's in 1987 naar vliegtuigbouwer Pilatus in Zwitserland teruggestuurd. Na enige tijd keerde één exemplaar terug in Suriname. In 1987 werd een Bell 205A-1 Iroquois (SAF-300) aangeschaft vanuit Venezuela om als "gunship" gebruikt te worden in de binnenlandse strijd. Het nieuws deed de ronde dat deze helikopter in juli 1987 nabij de grens van Frans-Guyana door een mechanisch defect crashte waarbij de Amerikaanse piloot omkwam en een ander Amerikaans bemanningslid gewond raakte, evenals drie of vier Surinaamse militairen, die eveneens aan boord zaten. Deze kwestie lag gevoelig voor de Amerikaanse ambassade, aangezien het gerucht de ronde deed dat de Amerikanen oud-Vietnamgangers waren. De helikopter werd later gerepareerd, wederom ingezet en uiteindelijk in 1991 in de Verenigde Staten verkocht als N6594S.

### Vernieuwingen
In 1998 werd onder het bewind van president Jules Wijdenbosch een tweetal CASA 212-400's Aviocar transporttoestellen aangeschaft (SAF-212 en SAF-214), uitgerust met Garrett AiResearch TPE331-10HR turbopropmotoren. Een van deze twee in Spanje gebouwde CASA 212-400's was een zogenaamde Maritime Patrol Aircraft versie (SAF-214) speciaal gemodificeerd voor kustwachtbewaking en uitgerust met een Bendix RDR-1500 surveillanceradar.

Een chronisch gebrek aan reserveonderdelen en de kostbare middelen belemmerden het onderhoud en hield diverse toestellen aan de grond. In het besef dat betrouwbaar luchtwaardig materieel significant kan bijdragen aan de zorgverplichting van de staat voerde de Surinaamse regering overleg gevoerd met regeringsfunctionarissen Venezuela. Dit overleg resulteerde in de komst van zes Venezolaanse technici naar Suriname in 2012, die een integrale inspectie van de CASA-vliegtuigen van de Luchtmacht van het Nationaal Leger uitvoerden. De Surinaamse Luchtmacht verkocht deze twee toestellen later aan Fayard Enterprises in de VS.

In 2009 werden bij het Indiase HAL drie Dhruv-helikopters besteld. Uiteindelijk werden in januari 2015 drie Chetaks geleverd; onder licentie gebouwde Franse Alouette III's. Acht Surinaamse helikopterpiloten en een tiental technici hebben als vlieg- en grondpersoneel een opleiding gevolgd in Bangalore (India) voor het operationeel gebruik van deze helikoptervloot. Het was de bedoeling één legerhelikopter elk te stationeren te Paramaribo (vliegveld Zorg en Hoop), te Nieuw-Nickerie (Majoor Henk Fernandes Airport) en te Albina (Albina Airstrip). De drie Chetak-helikopters zijn voor US$ 13.407.000 aangeschaft bij HAL. Eerder ontstond er commotie over de helikopters die Suriname door middel van de kredietlijn met India heeft aangekocht. Directeur Melvin Linscheer van het Bureau Nationale Veiligheid stelde dat de helikopters niet zouden voldoen aan de vereisten van het Nationaal Leger en andere veiligheidsinstituten. Ook zou er te veel zijn betaald voor de toestellen, in vergelijking met wat er elders betrokken kon worden met de gestelde wensen. Minister van Defensie Lamuré Latour verklaarde later dat de helikopters wel geschikt zijn. Deze worden inmiddels ingezet, aanvankelijk onder begeleiding van specialisten uit India die de diverse nieuwe Surinaamse technici en piloten bijstaan.